# Spathius epaphus
Spathius epaphus är en stekelart som beskrevs av Nixon 1943. Spathius epaphus ingår i släktet Spathius och familjen bracksteklar. Inga underarter finns listade i Catalogue of Life.